# جان ویتام
جان ویتام (انگلیسی: John Whitham; ۷ اکتبر ۱۸۸۱ – ۱۲ مهٔ ۱۹۵۲) فرد نظامی اهل استرالیا بود.